# Dryas Reciente

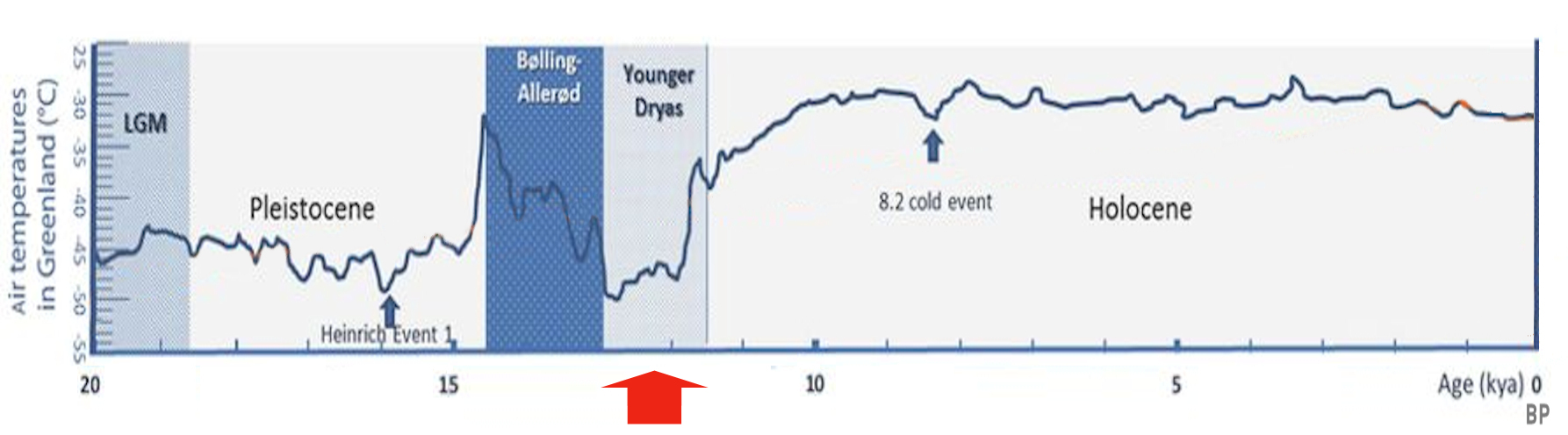
Evolución de las temperaturas en el período posglacial, después del Último Máximo Glacial (LGM), mostrando temperaturas muy bajas durante la mayor parte del Younger Dryas, aumentando rápidamente después para alcanzar el nivel del Holoceno cálido, basado en núcleos de hielo de Groenlandia.

El Dryas Reciente o Joven Dryas (c. 12.900 a 11.700 años AP) fue un retorno a las condiciones glaciales que revirtieron temporalmente el calentamiento climático gradual después del Último Máximo Glacial (LGM, c. 27.000 a 20.000 años AP). El Joven Dryas fue la última etapa de la época del Pleistoceno (c. 2.580.000 a 11.700 años AP) y precedió a la actual época más cálida del Holoceno. El Joven Dryas fue la más severa y duradera de varias interrupciones en el calentamiento del clima de la Tierra, y fue precedida por el Interstadial Glacial Tardío (c. 14.670 a 12.900).
El cambio fue relativamente repentino, tuvo lugar en décadas y resultó en una disminución de las temperaturas en Groenlandia entre 4 y 10 °C, avances de los glaciares y condiciones más secas en gran parte del hemisferio norte templado. Se han propuesto varias teorías sobre la causa, y la más ampliamente apoyada por los científicos es que la circulación de vuelco meridional del Atlántico, que transporta agua caliente desde el ecuador hacia el Polo Norte, fue interrumpida por una afluencia de agua fresca y fría desde América del Norte en el Atlántico.
El Joven Dryas no afectó al clima en todo el mundo. En el hemisferio sur y algunas áreas del hemisferio norte, como el sureste de América del Norte, se produjo un ligero calentamiento.
El nombre se debe a un género indicador, la flor silvestre de la tundra alpina Dryas octopetala, ya que sus hojas son ocasionalmente abundantes en sedimentos glaciales tardíos, a menudo ricos en minerogénicos, como los sedimentos lacustres de Escandinavia.

## Descripción general y contexto

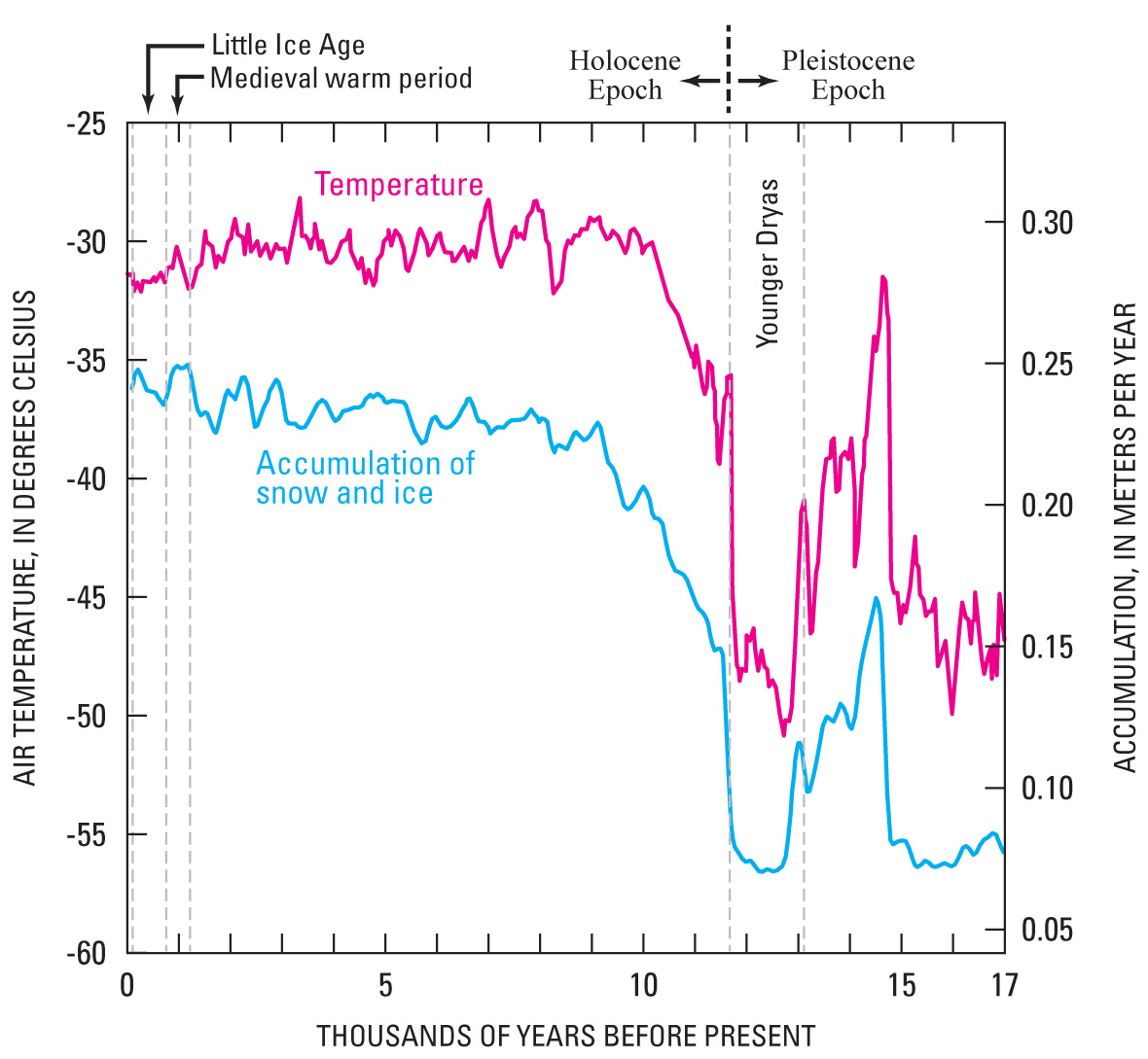
Esta imagen muestra los cambios de temperatura, determinados como temperaturas indirectas, tomados de la región central de la capa de hielo de Groenlandia durante el Pleistoceno tardío y principios del Holoceno.

La presencia de un período frío distinto al final del intervalo LGM se conoce desde hace mucho tiempo. Los estudios paleobotánicos y litoestratigráficos de sitios de pantanos y lagos suecos y daneses, como en el pozo de arcilla de Allerød en Dinamarca, reconocieron y describieron por primera vez al Joven Dryas.
El Dryas Reciente es el más joven y más largo de los tres estadios, que resultaron de los cambios climáticos típicamente abruptos que tuvieron lugar durante los últimos 16.000 años. Dentro de la clasificación Blytt-Sernander de las fases climáticas del norte de Europa, el calificativo "Reciente" se refiere al reconocimiento de que este período "Dryas" original fue precedido por una etapa más cálida, la oscilación de Allerød, que, a su vez, fue precedida por el Dryas Antiguo, alrededor de 14.000 años calibrados BP. Eso no está fechado de forma segura, y las estimaciones varían en 400 años, pero generalmente se acepta que duró alrededor de 200 años. En el norte de Escocia, los glaciares eran más gruesos y extensos que durante el Dryas Reciente. El  Dryas Antiguo, a su vez, fue precedido por otra etapa más cálida, la oscilación de Bølling, que lo separó de un tercer estadio aún más antiguo, a menudo conocido como Dryas Más Antiguo. El Dryas Más Antiguo ocurrió alrededor de 1.770  años calibrados antes del Dryas Reciente y duró alrededor de 400 años calibrados. Según el núcleo de hielo GISP2 de Groenlandia, el Dryas Más Antiguo se produjo entre 15.070 y 14.670 años calibrados BP.
En Irlanda, el Joven Dryas también ha sido conocido como Nahanagan Stadial y en Gran Bretaña ha sido llamado Loch Lomond Stadial. En la cronología del núcleo de hielo de la Cumbre de Groenlandia, el Joven Dryas corresponde a Greenland Stadial 1 (GS-1). El período cálido anterior de Allerød (interestadial) se subdivide en tres eventos: Greenland Interstadial-1c a 1a (GI-1c a GI-1a).

## Cambio climático abrupto

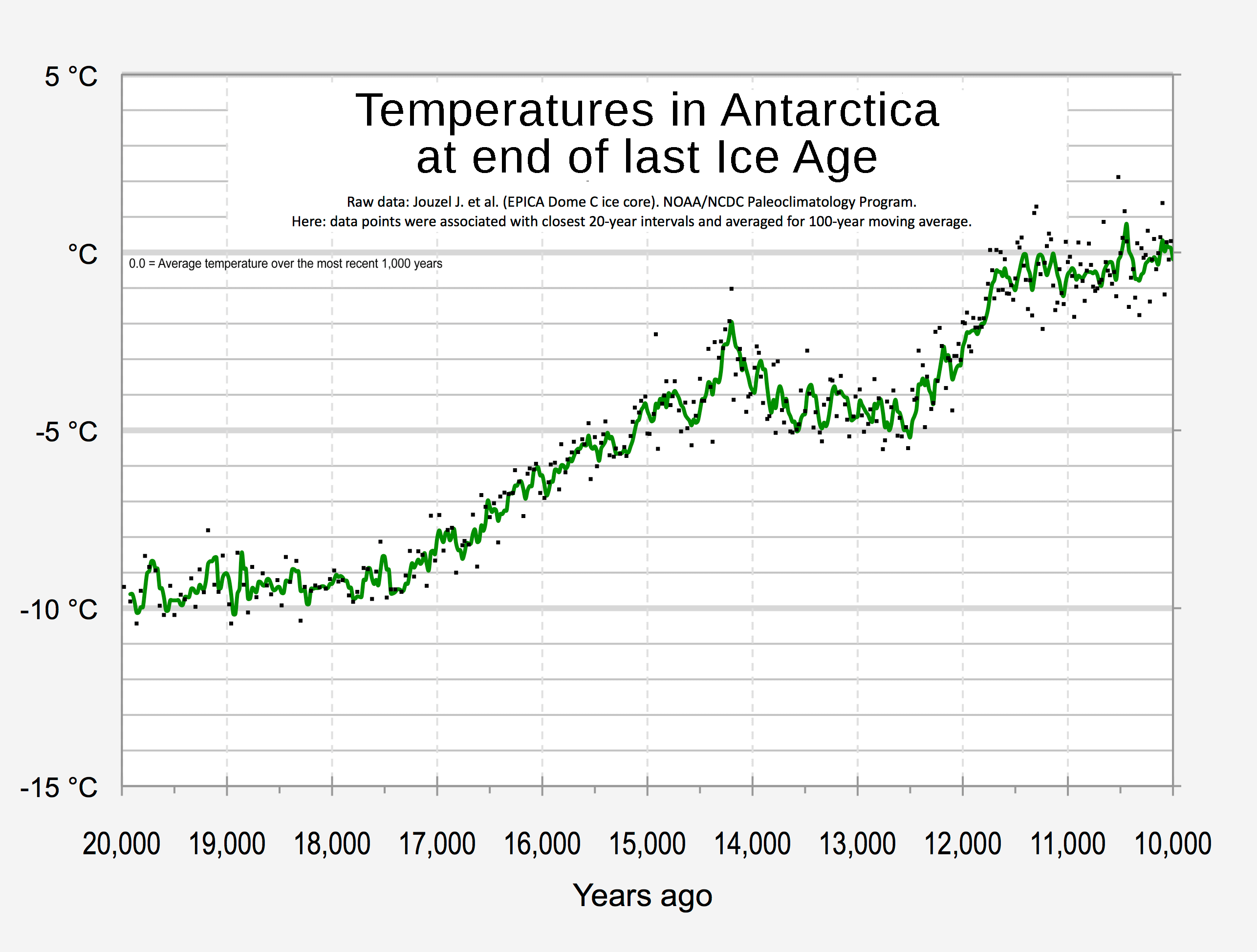
Temperaturas derivadas de EPICA Dome Núcleo de hielo C en la Antártida

Desde 1916 y el inicio y luego el refinamiento de las técnicas analíticas de polen y un número cada vez mayor de diagramas de polen, los palinólogos han concluido que el Joven Dryas fue un período distinto de cambio de vegetación en gran parte de Europa durante el cual la vegetación de un clima más cálido fue reemplazado por el de un clima generalmente frío, una sucesión de plantas glaciales que a menudo contenían Dryas octopetala. El cambio drástico en la vegetación generalmente se interpreta como un efecto de una disminución repentina de la temperatura (anual), desfavorable para la vegetación forestal que se había estado extendiendo rápidamente hacia el norte. El enfriamiento no solo favoreció la expansión de plantas tolerantes al frío y exigentes en luz y la fauna esteparia asociada, sino que también condujo a avances glaciares regionales en Escandinavia y una disminución de la línea de nieve regional.
El cambio a condiciones glaciales al inicio del Joven Dryas en las latitudes más altas del hemisferio norte, de hace entre 12.900 y 11.500 años, se ha argumentado que fue bastante brusco. Está en marcado contraste con el calentamiento del interestadial anterior de Viejo Dryas. Se ha inferido que su final ocurrió durante un período de una década más o menos, pero el inicio puede haber sido incluso más rápido. Los datos de isótopos de nitrógeno y argón fraccionados térmicamente del núcleo de hielo de Groenlandia GISP2 indican que su cumbre fue alrededor de 15 °C más frío durante el Joven Dryas que en la actualidad.
En Gran Bretaña, la evidencia fósil de escarabajo sugiere que la temperatura media anual cayó a −5 °C y las condiciones periglaciales prevalecieron en las áreas de tierras bajas, y se formaron campos de hielo y glaciares en las áreas de tierras altas. Nada del tamaño, la extensión o la rapidez del cambio climático abrupto del período se ha experimentado desde su final.
Se ha producido informes más recientes que apuntan a que el Dryas Reciente tuvo un impacto global y de gran alcance, conclusión muy diferente a la que propone lo indicado:

«La Universidad de Xian y el Instituto Pirenaico de Ecología han demostrado la conexión climática entre diferentes regiones del planeta. En concreto, han desarrollado una investigación sobre cambio climático para comparar la latitudes altas, en concreto Groenlandia, con otras templadas, como las del Pirineo central».

Además de las Dryas más jóvenes, más viejas y más antiguas, se ha producido un período de un siglo de clima más frío, similar a las Dryas más jóvenes en lo abrupto, tanto dentro de los interestadiales de oscilación de Bølling como de oscilación de Allerød. El período frío que se produjo dentro de la oscilación de Bølling se conoce como período frío intra-Bølling, y el período frío que se produjo dentro de la oscilación de Allerød se conoce como período frío intra-Allerød. Ambos períodos fríos son comparables en duración e intensidad con el Older Dryas y comenzaron y terminaron de manera bastante abrupta. Los períodos fríos han sido reconocidos en secuencia y magnitud relativa en registros paleoclimáticos de núcleos de hielo de Groenlandia, sedimentos lacustres europeos, sedimentos del Océano Atlántico y la cuenca de Cariaco, Venezuela.
Se han informado ejemplos de eventos más antiguos similares a Joven Dryas desde los extremos (llamados terminaciones ) [lower-alpha 1] de períodos glaciales más antiguos. Los lípidos sensibles a la temperatura, las alquenonas de cadena larga, que se encuentran en los sedimentos lacustres y marinos, se consideran un poderoso paleotermómetro para la reconstrucción cuantitativa de los climas continentales del pasado. La aplicación de paleotermómetros de alquenona a reconstrucciones de paleotemperatura de alta resolución de terminaciones glaciales más antiguas ha encontrado que ocurrieron oscilaciones paleoclimáticas muy similares, similares a Joven Dryas, durante las terminaciones II y IV. [lower-alpha 1] Si es así, el Joven Dryas no es el único evento paleoclimático, en términos de tamaño, extensión y rapidez, como a menudo se considera que es. Además, los paleoclimatólogos y los geólogos cuaternarios informaron haber encontrado lo que caracterizaron como eventos Younger Dryas bien expresados en el δ 18
O chino.18
O<br /> 18
O registros de Terminación III [lower-alpha 1] en estalagmitas de cuevas de gran altitud en el área de Shennongjia, provincia de Hubei, China. Varios registros paleoclimáticos de núcleos de hielo, sedimentos de aguas profundas, espeleotemas, datos paleobotánicos continentales y loesses muestran eventos climáticos abruptos similares, que son consistentes con los eventos Younger Dryas, durante las terminaciones de los últimos cuatro períodos glaciales (ver evento Dansgaard-Oeschger ). Argumentan que los eventos Younger Dryas podrían ser una característica intrínseca de las desglaciaciones que ocurren al final de los períodos glaciales.

## Duración
Los análisis de isótopos estables de los núcleos de hielo de Groenlandia proporcionan estimaciones para el comienzo y el final del Joven Dryas. El análisis de los núcleos de hielo de la cumbre de Groenlandia, como parte del Proyecto de la capa de hielo de Groenlandia 2 y Greenland Icecore Project, estimó que Joven Dryas comenzó alrededor de hace 12,800 años AP. Según el análisis específico del núcleo de hielo consultado, se estima que el Younger Dryas duró entre 1.150 y 1.300 años. Las mediciones de isótopos de oxígeno del núcleo de hielo GISP2 sugieren que el final del Joven Dryas tuvo lugar en solo 40~50 años en tres pasos discretos, cada uno con una duración de cinco años. Otros datos indirectos, como la concentración de polvo y la acumulación de nieve, sugieren una transición aún más rápida, que requeriría alrededor de 7 °C de calentamiento en unos pocos años. El calentamiento total en Groenlandia fue de 10 ± 4 °C.
El final del Joven Dryas se ha fechado alrededor de 11.550 años atrás, ocurriendo en 10,000 BP ( año de radiocarbono no calibrado), una "meseta de radiocarbono" por una variedad de métodos, en su mayoría con resultados consistentes:
| Años atrás      | Lugar                                        |
| --------------- | -------------------------------------------- |
| 11500 ± 50      | Núcleo de hielo GRIP en Groenlandia.[32]     |
| 11530 + 40 − 60 | Lago Krakenes, oeste de Noruega.[33]         |
| 11570           | Núcleo de la Fosa de Cariaco, Venezuela.[34] |
| 11570           | Roble alemán y pino dendrocronología.[35]    |
| 11640 ± 280     | Núcleo de hielo GISP2, Groenlandia.[29]      |
La Comisión Internacional de Estratigrafía situó el inicio de la etapa de Groenlandia, e implícitamente el final del Joven Dryas, en 11.700 años antes de 2000.
Aunque se considera que el comienzo del Joven Dryas es sincrónico en toda la región del Atlántico Norte, investigaciones recientes concluyeron que el comienzo del Joven Dryas podría transgredir el tiempo incluso dentro de esa región. Después de un examen de las secuencias de varvas laminadas, Muschitiello y Wohlfarth encontraron que los cambios ambientales que definen el comienzo del Younger Dryas son diacrónicos en su tiempo de ocurrencia según la latitud. De acuerdo con los cambios, el Joven Dryas ocurrió alrededor de 12,900 ~ 13,100 calibrado hace años a lo largo de la latitud 56–54°N. Más al norte, encontraron que los cambios ocurrieron aproximadamente entre 12,600 y 12,750 calibrado hace años.
Según los análisis de sedimentos varvados del lago Suigetsu, Japón, y otros registros paleoambientales de Asia, se produjo un retraso sustancial en el inicio y el final del Joven Dryas entre Asia y el Atlántico Norte. Por ejemplo, el análisis paleoambiental de núcleos de sedimentos del lago Suigetsu en Japón encontró que la temperatura del Joven Dryas disminuyó de 2 a 4 °C entre 12.300 y 11.250 varva (calibrado) años BP, en lugar de unos 12.900 años  en la región del Atlántico Norte.
En contraste, el cambio abrupto en la señal de radiocarbono de las fechas aparentes de radiocarbono de 11,000 años de radiocarbono a fechas de radiocarbono de 10,700–10,600 Los años de radiocarbono BP en macrofósiles terrestres y anillos de árboles en Europa durante un período de 50 años ocurrieron al mismo tiempo en los sedimentos varvados del lago Suigetsu. Sin embargo, este mismo cambio en la señal de radiocarbono antecede al comienzo de Joven Dryas en el lago Suigetsu por unos pocos cientos de años. Las interpretaciones de los datos de los chinos también confirman que el Joven Dryas de Asia Oriental va a la zaga del enfriamiento del Joven Dryas del Atlántico Norte en al menos 200~300 años. Aunque la interpretación de los datos es más turbia y ambigua, el final del Younger Dryas y el comienzo del calentamiento del Holoceno probablemente se retrasaron de manera similar en Japón y en otras partes del este de Asia.
De manera similar, un análisis de una estalagmita que crece en una cueva en el Parque Nacional del Río Subterráneo de Puerto Princesa, Palawan, Filipinas, encontró que el inicio del Joven Dryas también se retrasó allí. Los datos indirectos registrados en la estalagmita indican que más de 550 Se necesitaron años calibrados para que las condiciones de sequía de Joven Dryas alcanzaran su máxima extensión en la región y alrededor de 450 años calibrados para volver a los niveles anteriores a Younger Dryas después de que terminó.

## Efectos globales

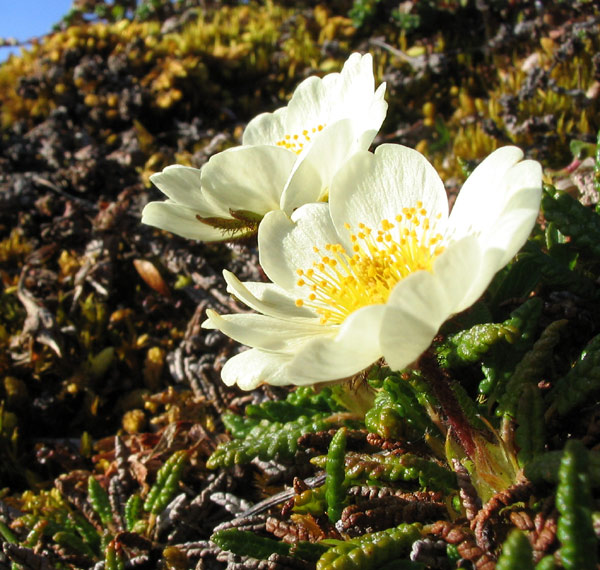
Dryas octopetala, su polen es encontrado de forma abundante en las varvas glaciales durante los periodos de enfriamiento posterior al máximo glacial.

En Europa Occidental y Groenlandia, el Joven Dryas es un período frío sincrónico bien definido. Sin embargo, el enfriamiento en el Atlántico norte tropical puede haberlo precedido por unos pocos cientos de años; América del Sur muestra una iniciación menos definida pero una terminación aguda. La Inversión del Frío Antártico parece haber comenzado mil años antes del Joven Dryas y no tiene un comienzo o final claramente definido; Peter Huybers ha argumentado que existe bastante confianza en la ausencia de Joven Dryas en la Antártida, Nueva Zelanda y partes de Oceanía. El momento de la contraparte tropical del Younger Dryas, la inversión climática por desglaciación (DCR), es difícil de establecer ya que los registros de núcleos de hielo de baja latitud generalmente carecen de datación independiente durante el intervalo. Un ejemplo de esto es el núcleo de hielo de Sajama (Bolivia) para el cual el momento de la DCR se fijó al del registro de núcleos de hielo GISP2 (Groenlandia central). Sin embargo, el cambio climático en los Andes centrales durante la RDC fue significativo y se caracterizó por un cambio hacia condiciones mucho más húmedas y probablemente más frías. La magnitud y la brusquedad de los cambios sugerirían que el clima de latitudes bajas no respondió pasivamente durante el YD/DCR.
Los efectos del Joven Dryas fueron de intensidad variable en toda América del Norte. En el oeste de América del Norte, sus efectos fueron menos intensos que en Europa o el noreste de América del Norte; sin embargo, la evidencia de un nuevo avance glacial indica que el enfriamiento del Joven Dryas ocurrió en el noroeste del Pacífico. Los espeleotemas del Monumento y Reserva Nacional de las Cuevas de Oregón en las Montañas Klamath del sur de Oregón arrojan evidencia de un enfriamiento climático contemporáneo al Joven Dryas.
Otras características incluyen lo siguiente:
- Sustitución de bosque en Escandinavia por tundra glacial (que es el hábitat de la planta Dryas octopetala )
- Glaciación o aumento de la nieve en las cadenas montañosas de todo el mundo
- Formación de capas de solifluxión y depósitos de loess en el norte de Europa
- Más polvo en la atmósfera, procedente de los desiertos de Asia
- Una disminución en la evidencia de asentamientos permanentes de cazadores-recolectores natufianos en el Levante, lo que sugiere una reversión a una forma de vida más móvil[47]
- La reversión fría Huelmo-Mascardi en el hemisferio sur terminó al mismo tiempo
- Decadencia de la cultura Clovis ; Si bien no se ha determinado la causa definitiva de la extinción de muchas especies en América del Norte, como el mamut colombino, el lobo huargo, Camelops y otra megafauna de Rancholabrea durante el Joven Dryas, se ha sugerido que el cambio climático y las actividades de caza humana son factores contribuyentes.[48] Recientemente, se ha encontrado que estas poblaciones de megafauna colapsaron 1000 años antes.[49]

### América del norte

#### Este
El Joven Dryas es un período significativo para el estudio de la respuesta de la biota al cambio climático abrupto y para el estudio de cómo los humanos se enfrentaron a cambios tan rápidos. Los efectos del enfriamiento repentino en el Atlántico Norte tuvieron fuertes efectos regionales en América del Norte, donde algunas áreas experimentaron cambios más abruptos que otras. Un avance de enfriamiento y hielo que acompaña la transición al Younger Dryas entre 13,300 y 13,000 Cal años BP se ha confirmado con muchas fechas de radiocarbono de cuatro sitios en el oeste del estado de Nueva York. El avance es similar en edad al lecho del bosque de Two Creeks en Wisconsin.
Los efectos del enfriamiento del Joven Dryas afectaron el área que ahora es Nueva Inglaterra y partes del Canadá marítimo más rápidamente que el resto de los Estados Unidos actuales al principio y al final de la cronozona del Joven Dryas. Los indicadores indirectos muestran que las condiciones de temperatura de verano en Maine disminuyeron hasta en un 7,5 °C. Los veranos frescos, combinados con inviernos fríos y escasas precipitaciones, dieron como resultado una tundra sin árboles hasta el comienzo del Holoceno, cuando los bosques boreales se desplazaron hacia el norte.
La vegetación en los Montes Apalaches centrales al este hacia el Océano Atlántico estaba dominada por bosques boreales de abetos (Picea spp.) y tamaracks (Larix laricina) que luego cambiaron rápidamente a condiciones templadas de bosques de árboles de hoja más ancha al final del período Joven Dryas. Por el contrario, la evidencia de polen y macrofósiles de las cercanías del lago Ontario indica que los bosques boreales fríos persistieron hasta principios del Holoceno. Al oeste de los Apalaches, en el valle del río Ohio y al sur de Florida, las respuestas de vegetación rápidas y no análogas parecen haber sido el resultado de cambios climáticos rápidos, pero el área permaneció generalmente fría, dominada por bosques de frondosas. Durante el Joven Dryas, el sureste de los Estados Unidos era más cálido y húmedo de lo que había sido la región durante el Pleistoceno debido al calor atrapado del Caribe dentro del Giro del Atlántico Norte causado por una circulación de vuelco meridional atlántica debilitada. (AMOC).

#### Central
Además, se produjo un gradiente de efectos cambiantes desde la región de los Grandes Lagos al sur hasta Texas y Luisiana. El forzamiento climático movió el aire frío hacia la parte norte del interior de Estados Unidos, al igual que lo hizo con el noreste. Aunque no hubo una delimitación tan abrupta como se ve en la costa este, el Medio Oeste fue significativamente más frío en el interior del norte que en el sur, hacia la influencia climática más cálida del Golfo de México. En el norte, la capa de hielo Laurentide volvió a avanzar durante el Joven Dryas, depositando una morrena desde el oeste del lago Superior hasta el sureste de Quebec. A lo largo de los márgenes del sur de los Grandes Lagos, el abeto disminuyó rápidamente, mientras que el pino aumentó y la vegetación herbácea de las praderas disminuyó en abundancia, pero aumentó al oeste de la región.

#### Montañas Rocosas
Los efectos en la región de las Montañas Rocosas fueron variados. En las Montañas Rocosas del norte, un aumento significativo de pinos y abetos sugiere condiciones más cálidas que antes y un cambio a zonas verdes subalpinas en algunos lugares. Se supone que eso es el resultado de un desplazamiento hacia el norte de la corriente en chorro, combinado con un aumento de la insolación estival, así como una capa de nieve invernal más alta que la actual, con estaciones primaverales prolongadas y más húmedas. Hubo avances menores de los glaciares en el lugar, particularmente en las cordilleras del norte, pero varios sitios en las cordilleras de las Montañas Rocosas muestran pocos o ningún cambio en la vegetación durante el Joven Dryas. La evidencia también indica un aumento en la precipitación en Nuevo México debido a las mismas condiciones del Golfo que estaban afectando a Texas.

#### Oeste
La región del Noroeste del Pacífico experimentó de 2 a 3 °C de enfriamiento y aumento de las precipitaciones. El re-avance glacial se ha registrado en la Columbia Británica, así como en la Cordillera de las Cascadas. Un aumento de polen de pino indica inviernos más fríos dentro de las Cascadas centrales. En la Península Olímpica, un sitio de elevación media registró una disminución de los incendios, aunque el bosque persistió y la erosión aumentó durante el Joven Dryas, lo que sugiere condiciones frescas y húmedas. Los registros de espeleotemas indican un aumento de las precipitaciones en el sur de Oregón, cuyo momento coincide con el aumento del tamaño de los lagos pluviales en el norte de la Gran Cuenca. El registro de polen de las montañas Siskiyou sugiere un retraso en el tiempo de Joven Dryas, lo que indica una mayor influencia de las condiciones más cálidas del Pacífico en esa parte, pero el registro de polen está menos limitado cronológicamente que el registro de espeleotemas antes mencionado. El suroeste también parece haber visto un aumento en la precipitación, también con un promedio de 2 °C de refrigeración.

### Efectos en la agricultura
El Joven Dryas a menudo se relaciona con la Revolución Neolítica y con la adopción de la agricultura en el Levante. Podría decirse que el Joven Dryas frío y seco redujo la capacidad de carga del área y obligó a la población sedentaria natufiense temprana a adoptar un patrón de subsistencia más flexible. Se cree que un mayor deterioro climático obligó a la población a desarrollar el cultivo de cereales. Si bien existe un relativo consenso con respecto al papel del Dryas Reciente en los cambiantes patrones de subsistencia de la cultura naftufiense, su conexión con el comienzo de la agricultura al final del período aún se está debatiendo.

### El nivel del mar

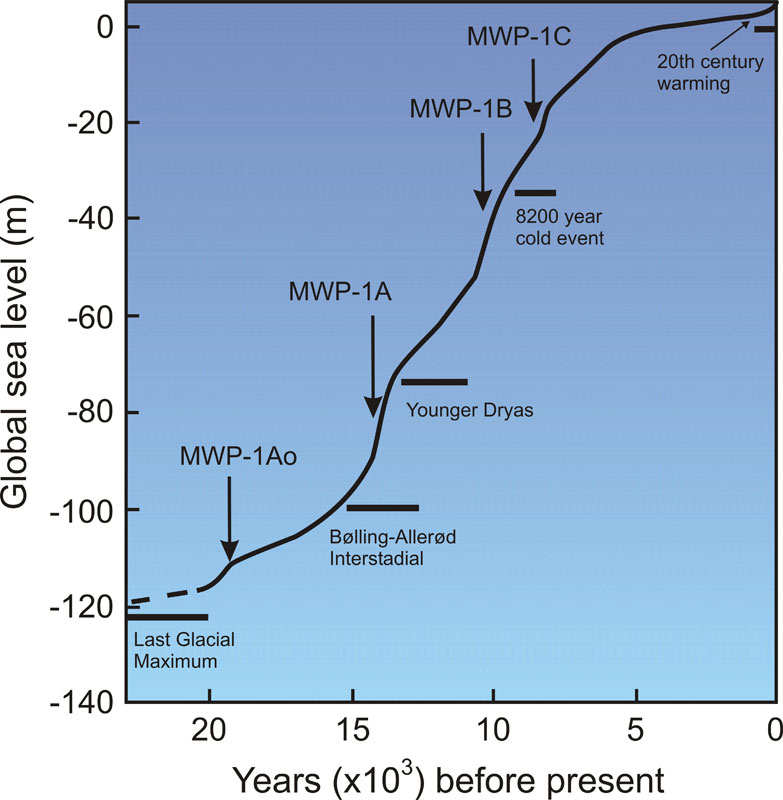
Curva de aumento del nivel del mar posglacial y pulsos de agua de deshielo (MWP).

Sobre la base de pruebas geológicas sólidas, que consisten principalmente en el análisis de numerosos núcleos profundos de los arrecifes de coral, se han reconstruido las variaciones en las tasas de aumento del nivel del mar para el período posglacial. Para la primera parte del aumento del nivel del mar asociado con la desglaciación, ocurrieron tres períodos principales de aumento acelerado del nivel del mar, llamados pulsos de agua de deshielo. Son comúnmente llamados:
- pulso de derretimiento 1A0 para el pulso de entre 19.000~19.500 años;
- pulso de derretimiento 1A para el pulso de entre 14,600~14,300 años;
- pulso de derretimiento  1B para el pulso de entre 11,400~11,100 años.

El Joven Dryas ocurrió después del pulso de agua de deshielo. 1A, un 13,5 m se elevan sobre unos 290 años, centrado en unos 14.200 calibrado hace años, y antes del pulso de agua de deshielo 1B, un 7.5 m se elevan sobre unos 160 años, centrado en unos 11.000 calibrado hace años. Finalmente, el Joven Dryas no solo posfechó todo el pulso de agua de deshielo 1A y anterior a todo el pulso de agua de deshielo 1B, fue un período de tasa significativamente reducida de aumento del nivel del mar en relación con los períodos de tiempo inmediatamente anteriores y posteriores.
Se han informado posibles evidencias de cambios en el nivel del mar a corto plazo para el comienzo del Joven Dryas. Primero, el trazado de datos de Bard y otros sugiere una pequeña caída, menos de 6 m, en el nivel del mar cerca del inicio del Joven Dryas. Existe un posible cambio correspondiente en la tasa de cambio del aumento del nivel del mar observado en los datos de Barbados y Tahití. Dado que este cambio está "dentro de la incertidumbre general del enfoque", se concluyó que en ese momento se produjo un aumento del nivel del mar relativamente suave, sin aceleraciones significativas. Finalmente, la investigación realizada por Lohe y otros en el oeste de Noruega ha informado un punto bajo del nivel del mar en 13,640 calibrado hace años y una transgresión posterior de Younger Dryas a partir de 13,080 calibrado hace años. Llegaron a la conclusión de que el momento del nivel bajo de Allerød y la transgresión posterior fueron el resultado de una mayor carga regional de la corteza, y los cambios del geoide fueron causados por una capa de hielo en expansión, que comenzó a crecer y avanzar a principios de Allerød alrededor de 13,600 calibrado hace años, mucho antes del comienzo del Younger Dryas.

## Causas
La teoría actual es que el Joven Dryas fue causado por una reducción significativa o el cierre del "Transportador" del Atlántico Norte, que circula aguas tropicales cálidas hacia el norte, como consecuencia de la desglaciación en América del Norte y una afluencia repentina de agua dulce del lago Agassiz. La evidencia geológica de tal evento no es completamente segura, pero un trabajo reciente ha identificado un camino a lo largo del río Mackenzie que habría derramado agua dulce en el Ártico y de allí en el Atlántico. El clima global entonces se habría quedado encerrado en el nuevo estado hasta que la congelación removiera la "tapa" de agua dulce del Atlántico Norte. Sin embargo, las simulaciones indicaron que una inundación única probablemente no podría causar que el nuevo estado se bloquee por 1,000 años. Una vez que cesara la inundación, el AMOC se recuperaría y el Joven Dryas se detendría en menos de 100 años. Por lo tanto, fue necesaria una entrada continua de agua dulce para mantener un AMOC débil durante más de 1,000 años. Un estudio reciente propuso que la nevada podría ser una fuente de agua dulce continua que resultaría en un estado debilitado prolongado del AMOC.
Una teoría alternativa sugiere, en cambio, que la corriente en chorro se desplazó hacia el norte en respuesta al forzamiento topográfico cambiante de la capa de hielo de América del Norte que se derrite, lo que trajo más lluvia al Atlántico Norte, lo que refrescó la superficie del océano lo suficiente como para desacelerar la circulación termohalina. También hay alguna evidencia de que una llamarada solar puede haber sido responsable de la extinción de la megafauna, pero eso no puede explicar la aparente variabilidad en la extinción en todos los continentes.

### Hipótesis de impacto
La controvertida hipótesis del impacto Joven Dryas afirma que se produjo un impacto de cometa o una explosión en el aire en América del Norte hace alrededor de 12.900 años como el mecanismo que inició el enfriamiento del Joven Dryas.
Entre otras cosas, se han informado hallazgos de material de vidrio fundido en sedimentos en muchos lugares en alrededor de 60 localidades en los Estados Unidos, y en países tan distantes como México y Siria. Los investigadores argumentan que el material, que data de hace casi 13.000 años, se formó a temperaturas de 1700 a 2200 grados Celsius (3100 a 4000 °F) como resultado del impacto de un bólido. Argumentan que estos hallazgos respaldan la hipótesis del comienzo del Joven Dryas (YDB), que el impacto del cometa ocurrió al inicio del Joven Dryas. La hipótesis ha sido cuestionada por algunos científicos como una mala interpretación de los datos, aunque otros científicos todavía apoyan la hipótesis del impacto del cometa mientras que otros cuestionan a los colegas que han rechazado la hipótesis.
Después de una revisión de los sedimentos encontrados en los sitios, una nueva investigación ha encontrado que los sedimentos que los proponentes de la hipótesis afirman que son depósitos resultantes del impacto de un cometa datan de mucho más tarde o mucho antes que la fecha propuesta del impacto cósmico. Los investigadores examinaron 29 sitios comúnmente referenciados para apoyar la teoría del impacto para determinar si se pueden fechar geológicamente en alrededor de 13,000 hace años que. Crucialmente, solo tres de esos sitios datan de entonces.
Kinzie, et al. (2014) analizó la distribución de nanodiamantes producidos durante colisiones extraterrestres: 50 Se descubrió que millones de km 2 del hemisferio norte en el YDB tenían nanodiamantes. Solo existen dos capas que muestran estos nanodiamantes: El YDB de hace 12,800 años y el límite Cretácico-Terciario, 65 hace millones de años, que, además, está marcada por extinciones masivas.
En 2018 se publicó un nuevo apoyo a la hipótesis del impacto cósmico del origen del YDB. Postula la colisión de la Tierra con uno o más fragmentos de una mayor (más de 100 km de diámetro) cometa en desintegración (algunos restos del cual han persistido dentro del sistema solar interior hasta el día de hoy). Se presenta evidencia consistente con la quema de biomasa a gran escala (incendios forestales) después de la supuesta colisión. La evidencia se deriva de análisis de núcleos de hielo, glaciares, núcleos de sedimentos marinos y lacustres, y secuencias terrestres.
La evidencia que se suma a la credibilidad de esta hipótesis incluye platino extraterrestre, que se ha encontrado en meteoritos. Hay varios sitios en todo el mundo con picos en los niveles de platino que pueden asociarse con la hipótesis del impacto, de los cuales al menos 25 se consideran significativos. Aunque la mayoría de estos sitios se encuentran en el hemisferio norte, un estudio realizado en octubre de 2019 encontró y confirmó otro sitio con altos niveles de platino ubicado en el área de Wonderkrater al norte de Pretoria en Sudáfrica. Esto coincide con el sitio de Pilauco en el sur de Chile, que también contiene altos niveles de platino, así como esférulas metálicas raras, oro y hierro de alta temperatura que rara vez se encuentra en la naturaleza y se sospecha que se originó en explosiones en el aire o impactos. Estas zonas de platino alto del hemisferio sur respaldan aún más la credibilidad de un evento de impacto.

### Volcán Laacher See - hipótesis de erupción
El volcán Laacher See entró en erupción aproximadamente al mismo tiempo que el comienzo del Joven Dryas e históricamente se ha sugerido como una posible causa. Laacher See es un lago maar, un lago dentro de un amplio cráter volcánico de bajo relieve de unos 2 kilómetros (1,2 mi) de diámetro. Está en Renania-Palatinado, Alemania, alrededor de 24 kilómetros (15 mi) al noroeste de Coblenza y 37 kilómetros (23 millas) al sur de Bonn. El lago maar se encuentra dentro de la cordillera de Eifel y es parte del campo volcánico de East Eifel dentro del más extenso Vulkaneifel. Esta erupción fue del tamaño suficiente, VEI 6, con más de 20 km³ (2,4 cu mi) de tefra expulsada, como para haber causado un cambio de temperatura significativo en el hemisferio norte.
La hipótesis fue descartada en base al momento del Laacher See Tephra en relación con los signos más claros de cambio climático asociados con el evento Joven Dryas dentro de varios depósitos de lagos varved de Europa Central. Esto sentó las bases para el desarrollo de la hipótesis del impacto Joven Dryas y la hipótesis del pulso del agua de deshielo. El interés revivió en 2014 cuando la investigación situó la erupción del volcán Laacher See en 12.880 años AP, coincidiendo con el inicio del enfriamiento del Atlántico Norte en el Joven Dryas. Aunque la erupción fue aproximadamente el doble del tamaño de la erupción del Monte Pinatubo en 1991, contenía considerablemente más azufre, rivalizando potencialmente con la erupción climatológicamente muy significativa del Monte Tambora en 1815 en términos de cantidad de azufre introducido en la atmósfera. Existe evidencia de que una erupción de esta magnitud y contenido de azufre que ocurra durante la desglaciación podría desencadenar una retroalimentación positiva a largo plazo que involucre el hielo marino y la circulación oceánica, lo que resultaría en una cascada de cambios climáticos en el Atlántico Norte y el mundo. Más apoyo para esta hipótesis apareció como un gran pico de azufre volcanogénico dentro del hielo de Groenlandia, coincidiendo tanto con la fecha de la erupción de Laacher See como con el comienzo del enfriamiento en el Younger Dryas según lo registrado en Groenlandia. Los vientos del oeste de latitudes medias pueden haber rastreado el crecimiento del hielo marino hacia el sur a través del Atlántico Norte a medida que el enfriamiento se hizo más pronunciado, lo que resultó en cambios climáticos transgresivos en el tiempo en el norte de Europa y explica el retraso entre Laacher See Tephra y el más claro (derivado del viento) evidencia del Younger Dryas en sedimentos lacustres de Europa central.
Sin embargo, en 2021, investigaciones adicionales fecharon con precisión la erupción en 200 ± 21 años antes del inicio del Joven Dryas, por lo que se descarta esta hipótesis El mismo estudio también concluyó que el inicio del Joven Dryas tuvo lugar sincrónicamente en toda la región del Atlántico Norte y Europa Central.
Aunque el momento de la erupción pareció coincidir con el comienzo del Joven Dryas, y la cantidad de azufre contenida habría sido suficiente para provocar un enfriamiento sustancial del hemisferio norte, la hipótesis aún no se ha probado a fondo y no se han realizado simulaciones de modelos climáticos. actualmente disponible. También se desconoce la naturaleza exacta de la retroalimentación positiva, y quedan dudas sobre la sensibilidad del clima deglacial a un forzamiento volcánico del tamaño y contenido de azufre de la erupción de Laacher See. Sin embargo, existe evidencia de que una retroalimentación similar después de otras erupciones volcánicas también podría haber desencadenado eventos de enfriamiento a largo plazo similares durante el último período glacial, la Pequeña Edad de Hielo, y el Holoceno en general, lo que sugiere que la retroalimentación propuesta está poco restringida pero es potencialmente común.
Es posible que la erupción de Laacher See haya sido provocada por una descarga litosférica relacionada con la remoción de hielo durante la última deglaciación, un concepto que está respaldado por la observación de que tres de las erupciones más grandes dentro del campo volcánico de East Eifel ocurrió durante la deglaciación. Debido a esta relación potencial con la descarga litosférica, la hipótesis de la erupción de Laacher See sugiere que erupciones como la de 12.880 año Las erupciones de BP Laacher See no están aisladas en el tiempo y el espacio, sino que son una parte fundamental de la desglaciación, lo que también explica la presencia de eventos del tipo Joven Dryas durante otras terminaciones glaciales.